# Thái hậu
Thái hậu (chữ Hán: 太后; tiếng Anh: Queen Dowager, Queen Mother, Empress Dowager hoặc Empress Mother) là một tước hiệu, danh từ để chỉ mẹ hoặc bà nội của vua tại các quốc gia Hán quyển gồm Trung Quốc, Việt Nam, Nhật Bản và Hàn Quốc.
Tôn hiệu Thái hậu, qua phân định giữa ["Hoàng"; 皇] và ["Vương"; 王] được chia ra làm hai tước hiệu chính:
- Hoàng thái hậu (Empress Dowager hoặc Empress Mother): dành cho mẹ của các Hoàng đế.
- Vương thái hậu (Queen Dowager hoặc Queen Mother): dành cho mẹ của các Quốc vương.

Ngoài ra, ["Thái hậu"] cũng là dạng viết tắt của tước hiệu Thái hoàng thái hậu.

## Từ nguyên
Khái luận về xuất xứ của danh xưng Thái hậu được đề cập trong Sự vật khởi nguyên (事物紀原) của Cao Thừa (高承) thời nhà Tống:「"Sử ký - Tần bản kỷ viết: Chiêu vương mẫu Mị thị, hiệu Tuyên Thái hậu. Từ đó Vương mẫu đều gọi như vậy"; 《史記秦本紀》曰：昭王母羋氏，號宣太后。王母於是始以為稱。」.
Theo đó, thời Tiên Tần, khi Tần Chiêu Tương vương tôn mẹ là Mị thị làm Tuyên Thái hậu, thì khi đó mới có danh vị Thái hậu dùng để gọi mẹ của quân vương. Về sau, Triệu Hiếu Thành vương cũng theo cách của nhà Tần, tôn xưng mẹ ruột Hiếu Uy Thái hậu. Thời Tần vương Chính tại vị, Hoa Dương Thái hậu là tổ mẫu của Quốc vương, nhưng vẫn như cũ được gọi là Thái hậu, có thể thấy vào lúc này chưa có những tôn hiệu cụ thể cho các Tổ mẫu Thái hậu của Quốc vương. Vào thời nhà Tần, khi Tần vương Chính lên ngôi Hoàng đế, đã quy định mẹ của Hoàng đế gọi là 「Hoàng thái hậu」. Song khi đó Hoa Dương Thái hậu đã qua đời, còn mẹ của Thủy Hoàng là Triệu Cơ khi ấy cũng đã qua đời trước khi ông xưng Đế, và Thủy Hoàng chỉ có thể truy tôn bà làm Đế Thái hậu (帝太后). Từ thời nhà Hán, tôn vị quy định của Hoàng thái hậu rất chặt chẽ, và người đầu tiên trở thành Hoàng thái hậu khi còn sống là Lữ hậu - Hoàng hậu của Hán Cao Tổ Lưu Bang.
Chữ 「Thái; 太」, cũng giống chữ 「Đại; 大」, đều mang ý nghĩa to lớn, cộng thêm tư tưởng "Lấy hiếu vị Thiên" đã khiến địa vị của các Thái hậu rất đặc biệt trong triều đình của các quốc gia Đông Á, bao trùm và có khả năng ảnh hưởng đến Hoàng đế. Điều này đã khiến xuất hiện các hiện tượng Thái hậu chuyên quyền, Lâm triều công khai nhiếp chính, có ảnh hưởng sâu rộng trong văn hóa và lịch sử, mà điển hình là Từ Hi Hoàng thái hậu.

## Các nước khác

### Tại Châu Âu
Tại Châu Âu, các góa phụ Vương hậu hoặc Hoàng hậu đều được gọi theo tước hiệu kèm 「Dowager」. Từ "Dowager" này, căn cứ theo bộ sách từ điển bách khoa năm 1902, The New International Encyclopædia, họ có giải thích:
- 「"DOWAGER (OF. douagiere, from douage, dower, from douer, doer, Fr. douer, It., Lat. dotare, to endow, from Lat. dos, dower). A widow with a dower (q.v.). A title commonly applied only to the widows of persons of high rank. The Queen dowager in Great Britain, as the widow of the King, enjoys most of the privileges which belonged to her as Queen consort; but it is not high treason to conspire her death, because the succession to the crown is not thereby endangered"」.
- DOWAGER, một góa phụ với của cải mà chồng để lại (Dower), nó chỉ dùng như một tước hiệu cho các góa phụ của đàn ông có địa vị cao. Còn như "Queen dowager" tại nước Anh (nguyên văn gọi Great Britain), vì là góa phụ của một Quốc vương (King), nên họ thừa hưởng các nghi lễ như hồi các bà còn là "Queen consort" (có thể dịch là Vương hậu); nhưng khi âm mưu giết các vị này thì người đó sẽ không bị phán "High treason", vì những người thừa kế (hay tại vị) không bị nguy hiểm tính mạng.

Có thể thấy kể từ khi là góa phụ, các vị Queen cùng Empress chỉ là "Dowager", nên họ không có chuyện càng cao thì hiển nhiên càng lớn như Thái hoàng thái hậu của Đông Á, do vậy họ cũng không được thêm kiểu "Thái hoàng" hay "Thái vương" trước tước hiệu góa phụ của mình. Địa vị của các "Dowager" tại Châu Âu đơn thuần chỉ là góa phụ, và dù họ vì từng là Queen hay Empress mà được tôn trọng, nhưng tính mạng của họ không còn là mối bận tâm lớn nhất nữa, và đôi khi họ cũng không phải lúc nào cũng được hưởng quyền lợi. Cũng có cách gọi đảo "Dowager" lên trước, như 「Dowager Queen」. Những đãi ngộ tiếp tục chỉ được duy trì khi họ có thân phận là mẹ của Tân vương, và lúc này họ thường sẽ được gọi là 「"Queen Mother"」 hay 「"Empress Mother"」, tương đương Vương thái hậu cùng Hoàng thái hậu nếu xét theo tước hiệu triều đại Đông Á.
Do các tước hiệu phụ nữ Châu Âu phần lớn là những tước hiệu nhã xưng (Courtesy title), họ chỉ có được khi hôn nhân, do đó chỉ 「Những người từng là Queen hay Empress mới được gọi thành Queen Dowager (Queen Mother) hay Empress Dowager (hay Empress Mother)」.
Điều ở trên hết sức quan trọng, vì địa vị của Thái hậu ở Châu Âu không phải lúc nào cũng là "mẹ" hay "bà nội" của quân chủ như các triều đại Đông Á. Các triều đại Đông Á dùng quan niệm đanh thép trong phép truyền ngôi là 「Cha truyền con nối」, nên dù "Thái hậu" có liên hệ máu mủ hay không thì vị quân chủ được truyền kế vị đều phải xem họ như mẹ cả trên pháp lý, ví dụ cho chuyện này có trường hợp Hiếu Chiêu Thượng Quan hoàng hậu thời Hán Tuyên Đế (Tuyên Đế nhận Hán Chiêu Đế làm Tự phụ); cùng Từ An Hoàng thái hậu - Từ Hi Hoàng thái hậu thời Quang Tự (Quang Tự nhận Hàm Phong làm Tự phụ). Dĩ nhiên cũng có ngoại lệ, khi quốc chủ muốn tôn dòng dõi cha mẹ hơn bình thường, có Đại lễ nghị của nhà Minh. Thế nhưng trong đại đa số trường hợp thì các triều đại Đông Á đều xem "Cha truyền con nối" làm trọng, vị quân chủ kế nhiệm đều phải có "thân phận" là con của người tiền nhiệm, hay người tiền nhiệm trước đó nữa.
Ngược lại với Đông Á, bởi vì một vị "Queen (Empress) góa phụ" chỉ đơn giản là hôn phối của quân chủ tiền nhiệm, rất nhiều vị "Thái hậu" tại Châu Âu lại không có liên hệ mẹ con hoặc máu mủ với vị quân chủ kế nhiệm, mà điển hình là Elizabeth Woodville thời Henry VII nhà Tudor và Adelheid xứ Sachsen-Meiningen thời Victoria của Anh. Những người là mẹ ruột của nhà Vua tại Châu Âu, nếu họ chưa từng là Queen hay Empress thì vào thời điểm người con lên ngôi Vua, bản thân họ không thể được tôn xưng những danh xưng "Queen (Empress) dowager" tương ứng được. Tuy nhiên, địa vị 「"Mẹ ruột của nhà Vua"」 cũng khiến họ có cơ hội được hưởng các đãi ngộ và sự tôn trọng tuyệt đối trong triều đình của vị Vua ấy, thậm chí có thể vượt trên các "Thái hậu", đây cũng là điểm mấu chốt khiến Châu Âu coi trọng liên hệ thực tế hơn là liên hệ pháp lý. Ví dụ điển hình của chuyện này là Elizabeth Woodville cùng Lady Margaret Beaufort, một là mẹ vợ của Quốc vương Henry VII và người còn lại là mẹ ruột của Quốc vương. Vì là góa phụ của Edward IV của Anh, Elizabeth Woodville được gọi là Thái hậu, tức "Queen dowager", nhưng bà mau chóng bị Henry VII gạt đi khỏi triều đình để tôn mẹ ruột là Lady Margaret Beaufort lên trên, tuy rằng vì vấn đề thân phận dựa vào hôn phối mà Lady Margaret vẫn phải dưới Vương hậu Elizabeth xứ York. Thời kỳ Henry VII, Lady Margaret được hưởng một danh xưng nhằm nhấn mạnh địa vị "mẹ Vua" của bà, là 「My Lady the King's Mother」, có thể được hiểu theo tiếng Việt thành 「"Đức bà Vương mẫu"」 hay 「"Đức bà, Thân mẫu của nhà Vua"」.
Cũng có khi các vị Vua quá phụ thuộc vào mẹ cũng như tôn trọng mẹ, không để các bà chỉ là "góa phụ", nên có nhiều hành động nâng cao địa vị vượt cả vợ mình. Trường hợp này có Quốc vương Karl XI của Thụy Điển đối với mẹ mình, Hedwig Eleonora xứ Schleswig-Holstein-Gottorf. Khi đó ông đã có Queen là Ulrikke Eleonore của Đan Mạch, nhưng ông vẫn để mẹ mình là "The Queen" duy nhất, cùng tôn xưng 「Her Majesty the Queen, My Dear Lady Mother」, cháu trai bà là Karl XII gọi bà là 「"My Gracious Lady Grandmother"」. Caterina de' Medici qua 3 đời con đều làm Quốc vương của Vương quốc Pháp, sở dĩ bà vẫn giữ được địa vị là vì bà có danh nghĩa nhiếp chính, tức 「Gouvernante de France」, và tiếp tục duy trì sự ảnh hưởng của mình qua quyền lực thực tế. Có thể nói "đặc quyền" của các Thái hậu tại Châu Âu được quyết định qua bởi bà ấy có được tín nhiệm bởi con trai hay không, có quan hệ máu mủ với Tân vương hay không.

### Khu vực Trung Nam Á

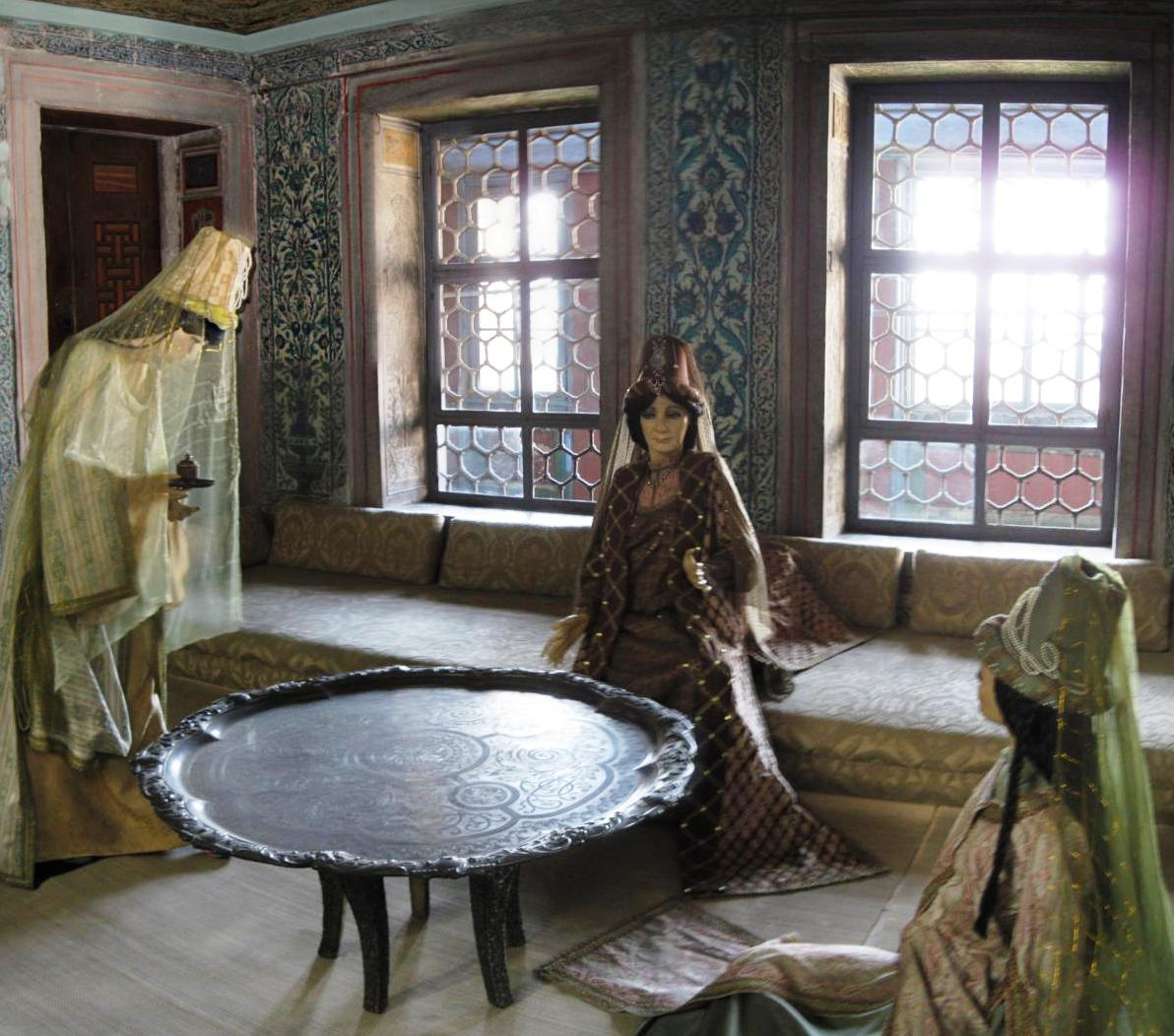
Mô phỏng "triều đình" của một Valide Sultan, Cung điện Topkapı.

Tại các nước theo Hồi giáo như Đế quốc Ottoman hay Đế quốc Mughal, các mẹ của quốc chủ đều được tôn xưng địa vị tuyệt đối. Và vì hai quốc gia này dùng danh xưng bản ngữ, cũng như được phiên dịch qua tiếng Anh, đều tương đương "Hoàng đế" cùng "Hoàng hậu", nên các thân mẫu của quốc chủ đều có thể dịch thoải mái ra thành "Hoàng thái hậu" tương tự các triều đại Đông Á.
Tại chế độ của Đế quốc Ottoman, 「Valide Sultan; والده سلطان」, "Mẹ của Sultan" hay "Quốc mẫu", là danh hiệu dành cho những người mẹ còn sống của các Sultan đang trị vì. Và cũng như các triều đại Đông Á, thì danh xưng này như một tước hiệu độc lập và có địa vị trong hoàng thất rất cụ thể, họ thường là đứng đầu của cả hậu cung chứ không chỉ là "góa phụ" như Châu Âu, đồng thời chỉ những mẹ ruột của các vị Sultan mới có được danh xưng này. Và cũng như các triều đại Đông Á xem trọng Nho giáo, lấy chữ "Hiếu" làm đầu và rất coi trọng người mẹ, các vị Sultan theo Hồi giáo cũng xem trọng quyền lợi của mẹ mình. Từ những quan niệm đó, các vị Valide Sultan cũng có quyền hành tuyệt đối trong triều đình, họ đứng trên tất cả phụ nữ trong hậu cung, và khi Sultan còn nhỏ hoặc quá phụ thuộc vào họ thì họ hoàn toàn có thể can thiệp chính trị. Và cho dù 「"Sultan"; والده」 được dùng không chỉ mẹ, chị em, con gái của Sultan, mà một số Hậu phi của Sultan cũng được dùng danh xưng này kèm theo tên hiệu riêng. Từ sau thế kỉ 17, hậu cung Ottoman có danh hiệu riêng cho Hậu phi như "Kadin", thì "Sultan" chỉ còn dùng cho mẹ của Sultan cùng chị em hoặc con gái của Sultan mà thôi. Các Valide Sultan cũng là những người phụ nữ duy nhất không phải con gái Sultan mà vẫn có danh xưng này.
Chế độ của Đế quốc Mughal, có danh hiệu 「Padshah Begum; پادشاہ بیگم」 không chỉ dùng cho vợ cả của Hoàng đế, mà là chị em gái, hoặc là mẹ của Hoàng đế, chỉ cần người giữ danh hiệu này còn sống thì sẽ đi theo kể từ khi ban phong, sau khi người đó qua đời thì huy hiệu này mới giao cho người kế nhiệm (giống trường hợp tước hiệu Tawananna). Ngoại trừ "Padshah Begum" thì không còn danh hiệu đặc thù địa vị nữ quyến nào tồn tại trong hoàng tộc Mughal. Thường thấy nhất, từ Chính thê, Thứ thê, Thị thiếp đến con gái của Hoàng đế đều có thành tố Begum sau tên hiệu chính thức, ngoài ra còn có Bai, Mahal, Nazuk Badan,... Tuy nhiên, đa phần lớn trong lịch sử Mughal, gia phong tước hiệu cho Thê thiếp hoặc Đế mẫu chỉ là mỹ hiệu tùy hứng mà không có thứ tự như chế độ Ottoman. Ví dụ Hamida Banu Begum, mẹ của Hoàng đế Akbar, được con trai dâng tôn hiệu 「Maryam Makani」, có nghĩa là "Đức mẹ của hai Thế giới", mẹ của Hoàng đế Shah Jahan là Jagat Gosain được tôn xưng 「Bilqis Makani」, có nghĩa là "Quý phu nhân của nơi Thần thánh Pure Abodes", lại như Hoàng hậu Nur Jahan của Hoàng đế Jahangir ban đầu có phong hiệu 「Nur Mahal」 có nghĩa là "Ánh sáng của Hoàng cung", sau lại chuyển thành như hiện tại có nghĩa "Ánh sáng của Thế giới",... Những tước hiệu này hoàn toàn không có quy luật về địa vị, đơn giản là mỹ hiệu. Ngoài những danh hiệu ảnh hưởng từ văn hóa Hồi giáo và Ba Tư, thì tại Ấn Độ cũng có những danh hiệu xuất phát từ ngôn ngữ bản địa, trong đó có 「Rajamata; राजमाता」 có nghĩa là "Đức bà Vương mẫu", dành cho mẹ của một vị Vua mang tước Vương trong văn hóa Ấn Độ là Raja (có nghĩa là King) hay Maharaja (có nghĩa King of Kings hoặc Great King). Tại các triều đại Ba Tư như nhà Safavid và nhà Qajar, mẹ của một vị Shah thường được gọi là 「Mahd-i Ulya; مهد علیا」.
Cũng như văn hóa Đông Á vì xem trọng chữ "Hiếu" mà để người mẹ lên trên, văn hóa Hồi giáo cùng bản địa Ấn Độ cũng đều xem trọng quyền lợi của người mẹ, đặc biệt là mẹ của các vị Vua chúa có "Quân quyền", do đó trong lịch sử Đế quốc Ottoman cùng Mughal đều có các Thái hậu can dự chính sự, Đế quốc Ottoman còn phải trải qua thời kỳ Nữ hậu chuyên chính được gọi là 「Kadınlar saltanatı」, khi không chỉ các Thái hậu mà các Hoàng hậu cùng Công chúa hoàng gia cũng dùng địa vị "Sultan" can dự chính sự. Bản thân danh hiệu "Mahd-i Ulya" của mẹ các vị Shah nhà Safavid và Qajar được hiểu là "Sublime Cradle", tức "Cái nôi hùng vĩ", tôn vinh vai trò của một người mẹ.

### Vùng văn hóa khác
Vùng văn hóa Đông Nam Á như Miến Điện, Thái Lan cùng Campuchia đều có ngôn ngữ bản địa mạnh, việc gia phong vị hiệu không chỉ thay đổi theo từng quốc gia mà là từng triều đại của mỗi quốc gia. Nhìn chung, các người vợ của Quốc vương đều xuất thân từ vương thất, dù từng là Vương hậu hay chưa, sau khi có con trai là Tân vương kế nhiệm liền sẽ có tôn hiệu đặc thù mà đa phần là huy hiệu với ý nghĩa tôn vinh, hoặc là tên riêng của bà.
Xét ví dụ về trường hợp vương thất Thái Lan, có rất nhiều cấp bậc dành cho Vương hậu, ngoài Chính hậu còn có Thứ hậu, các Vương phi chính thức có địa vị cao và Thứ phi cùng Ngự thiếp có địa vị thấp đều được quy định rõ ràng. Vương hậu Saovabha Phongsri, bà từng là 「"Somdet Phra Nang Chao Saovabha Phongsri Phra Boromma Rajini Nat"; สมเด็จพระนางเจ้าเสาวภาผ่องศรี พระบรมราชินีนาถ」, sau khi con trai kế nhiệm liền được dâng danh hiệu 「Borommarachini; พระบรมราชชนนี」 có nghĩa tương đương "Vương mẫu bệ hạ" hay "Đức bà Vương mẫu", khẳng định địa vị mẹ của Quốc vương. Nếu không phải Vương hậu mà là Vương phi có con trai kế thừa Vương vị, như trường hợp của Srinagarindra, thì bà sẽ được dâng tôn hiệu 「Borommaratchachonnani; บรมราชชนนี」. Tại vương thất Miến Điện, tuy rằng có xuất hiện danh từ ám chỉ Thái hậu là 「Pwa Saw; ဖွားစော」, nhưng tôn hiệu của một Vương mẫu lịch sử Miến Điện lại không có một danh từ cụ thể mà thường là mỹ tự, đôi khi là tên thật, hoặc biệt danh và phổ biến nhất là huy hiệu khi trở thành Vương hậu. Ví dụ như mẹ của Quốc vương Alaungpaya là Đức bà Saw Nyein Oo, sau khi con trai lên ngôi được tôn danh xưng danh hiệu 「Maha Devi; မဟာဒေဝီ」 - trong đó "Maha" nghĩa là vĩ đại, còn "Devi" là một mỹ tôn trong văn hóa Ấn Độ mang nghĩa nữ thần. Lại như mẹ của các Quốc vương Naungdawgyi, Hsinbyushin và Bodawpaya, Đức bà Yun San, bà có đầy đủ tôn xưng kể từ khi trở thành Chính hậu của Alaungpaya là Maha Mingalar Yadanar Dhipati Thirirajasanda Devi (မဟာမင်္ဂလာရတနာဓိပတိသီရိရာဇာစန္ဒာဒေဝီ), nhưng hay được gọi tắt thành 「Sanda Devi; စန္ဒာဒေဝီ」.
Tại Châu Phi, các Thái hậu, "Vương mẫu" hoặc "Vua bà" có vai trò rất lớn trong các Bộ quốc hoặc Vương quốc, đặc biệt là với người Akan, đây được cho là tàn dư chế độ mẫu hệ. Tại những vùng đất bị ảnh hưởng bởi văn hóa Akan như Ghana, luôn có một vị nắm giữ vai trò Thái hậu bên cạnh bộ máy cai trị chính thức. Vai trò của một Thái hậu rất to lớn, có toàn quyền ảnh hưởng lên cách cai trị của một vị Vua của Bộ quốc hoặc Vương quốc mà không bị ngăn cản, ví dụ nổi tiếng có bà Yaa Asantewaa. Trong ngôn ngữ Akan, Thái hậu được gọi là 「Ohemaa」 - có nghĩa là "Nữ chúa tể" hay "Vua bà", và vai trò của các Thái hậu người Akan được khuếch trương nhất khi họ có thể song hành ngang vai vế với vị Vua. Tại ngôn ngữ Benin thì Thái hậu được gọi là 「Iyoba」 - có nghĩa là "Đức bà mẹ Vua", về ý nghĩa thì họ giúp đỡ con trai mình trên ngai vàng, danh hiệu này được sinh ra kể từ khi tranh chấp quyền lực của Vua Esigie và ông được mẹ là Idia bảo hộ.

## Nhân vật đáng chú ý
Thế giới Khổng giáo

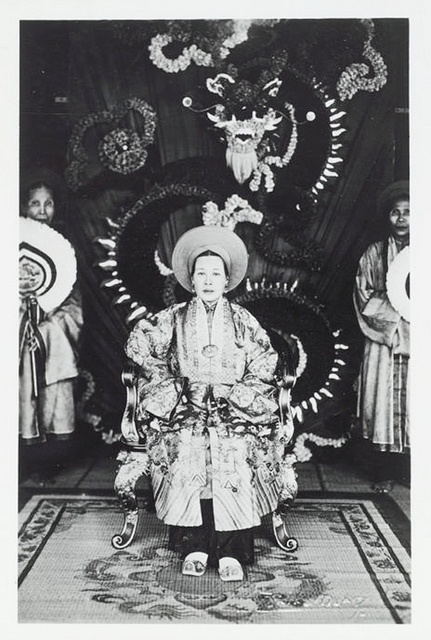
Đức Từ Cung - mẹ của Hoàng đế Bảo Đại, vị "Thái hậu" cuối cùng trong lịch sử Việt Nam
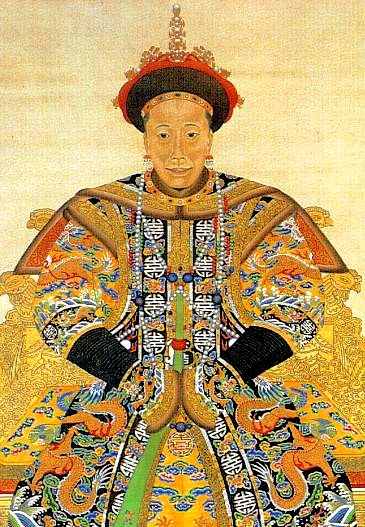
Long Dụ Hoàng thái hậu - vợ của Quang Tự, là vị "Thái hậu" cuối cùng trong lịch sử Trung Quốc
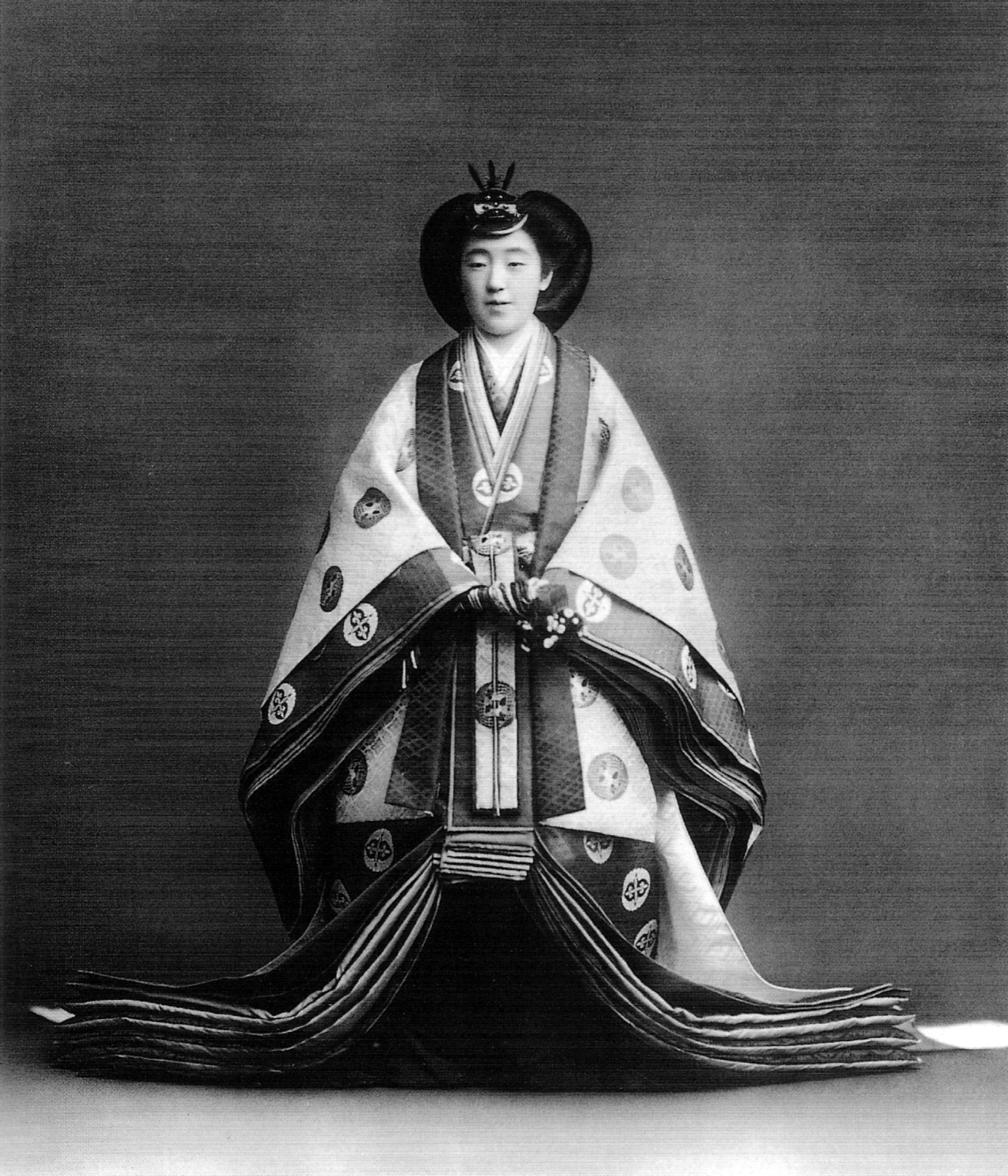
Hương Thuần Hoàng thái hậu - Hoàng thái hậu Nhật Bản, mẹ của Thiên hoàng Akihito
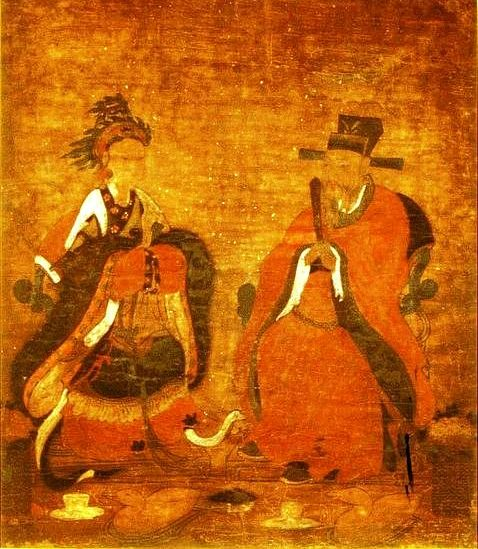
Lỗ Quốc Đại trưởng công chúa Bảo Tháp Thất Lý - chính phi của Cao Ly Cung Mẫn vương, sau khi qua trời truy tặng Nhân Đức Thái hậu

Thế giới Cơ Đốc giáo

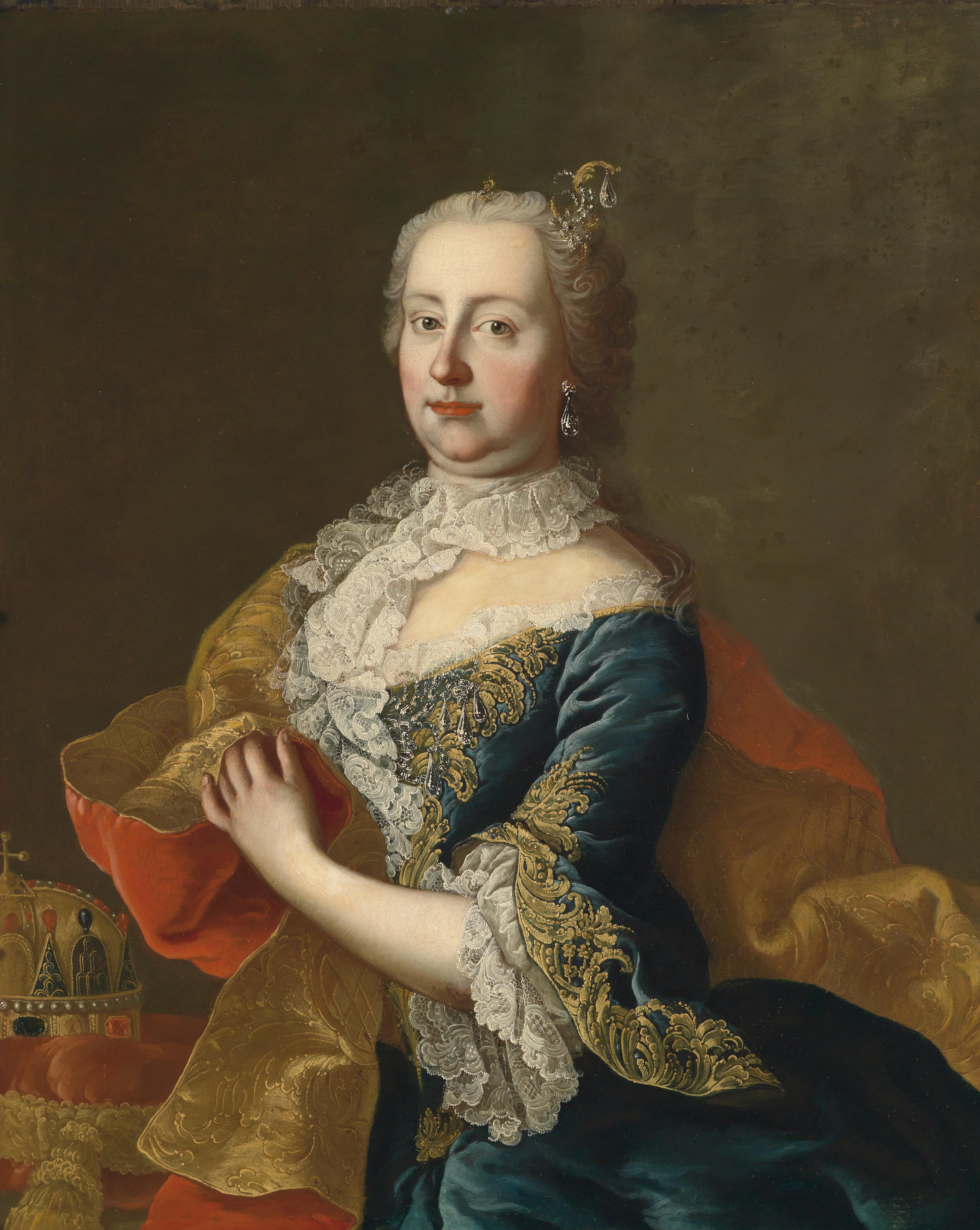
Maria Theresia, Kaiserin von Österreich - Hoàng thái hậu của Thánh chế La Mã, mẹ của Hoàng đế Joseph II cùng Leopold II
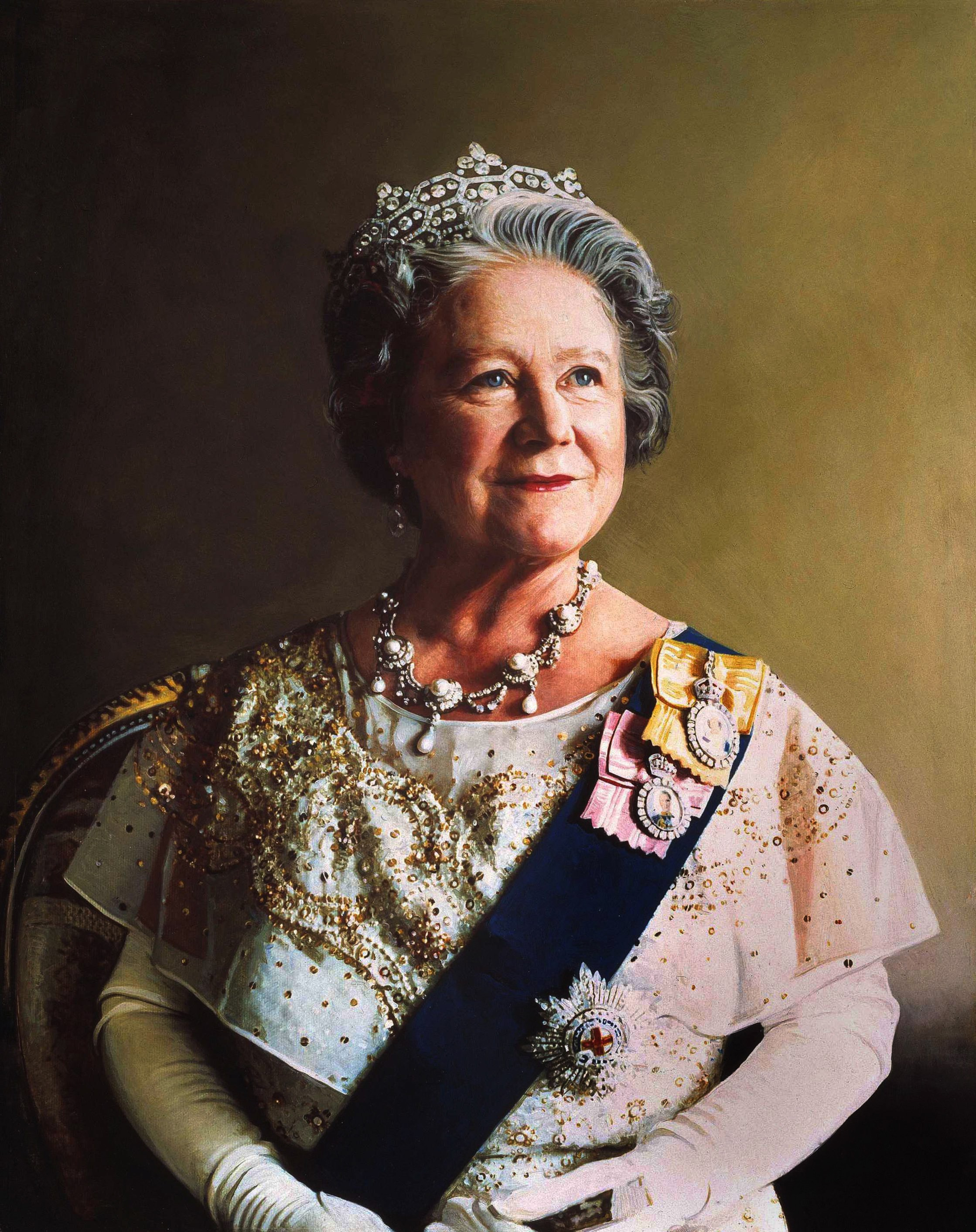
Elizabeth, The Queen Mother - Thái hậu của Liên hiệp Anh, mẹ của đương kim Nữ vương Elizabeth II
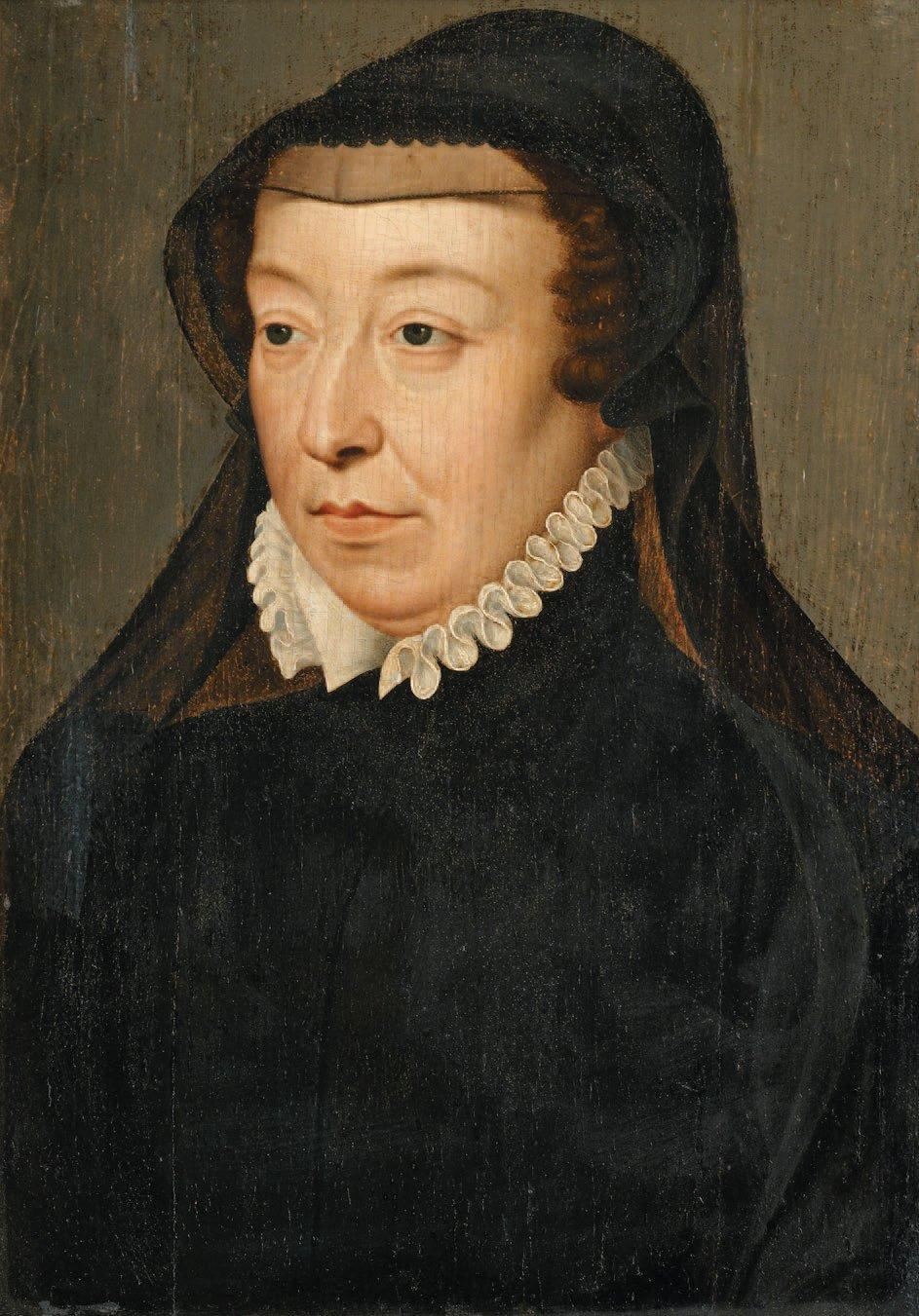
Caterina de' Medici, La Reine-mère - Thái hậu của Pháp, mẹ của Francis II, Charles IX và Henry III
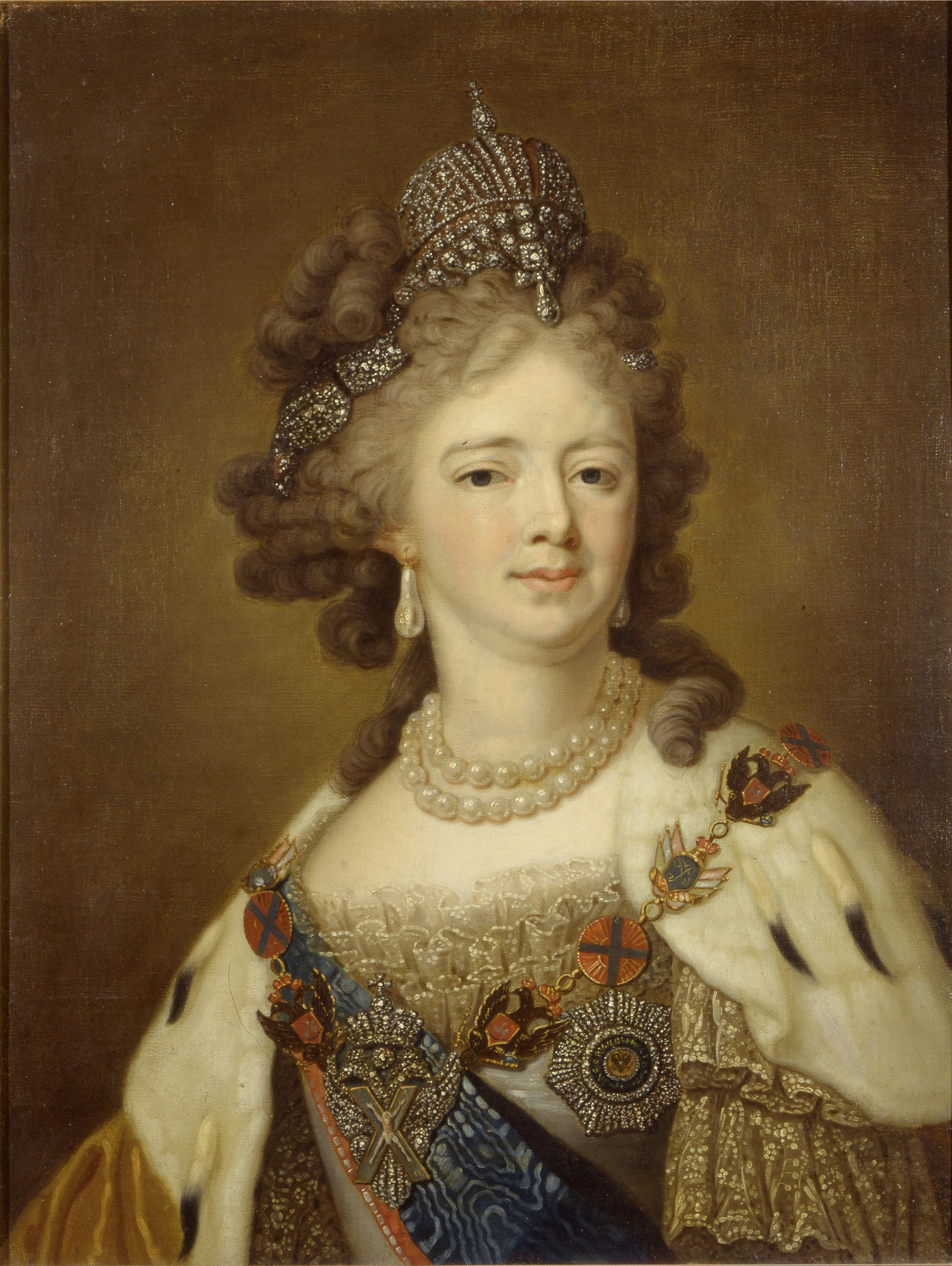
Mariya Fyodorovna, Вдовствующая императрица - Hoàng thái hậu của Đế quốc Nga thời kỳ Hoàng đế Alexander I
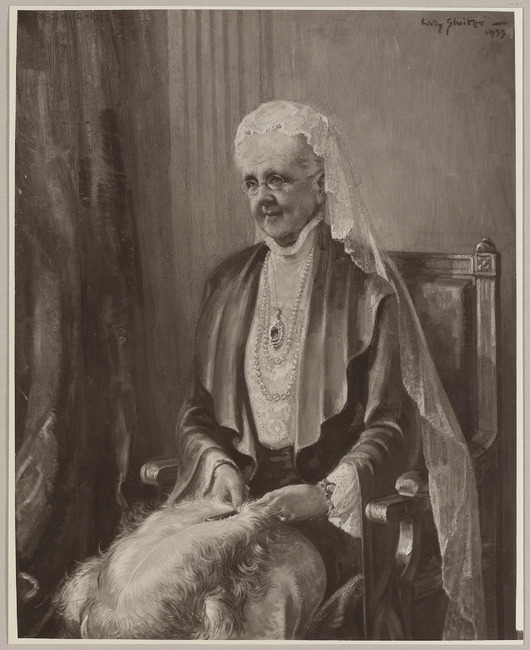
Emma xứ Waldeck và Pyrmont là vợ thứ hai của Vua Willem III  và là mẹ của Nữ vương Wilhelmina của Hà Lan

Vùng văn hóa khác

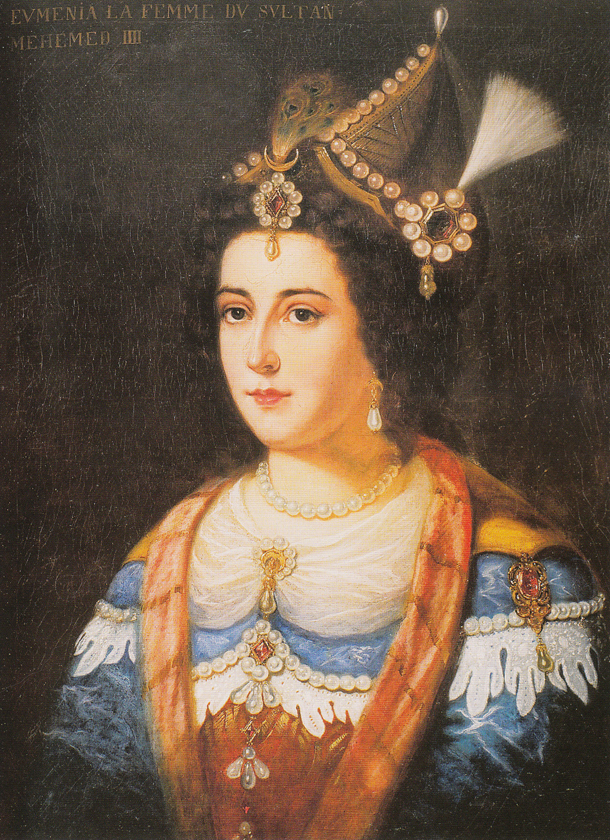
Gülnuş Sultan - Hoàng thái hậu của Đế quốc Ottoman, vợ cả của Mehmed IV và là mẹ của Mustafa II cùng Ahmed III
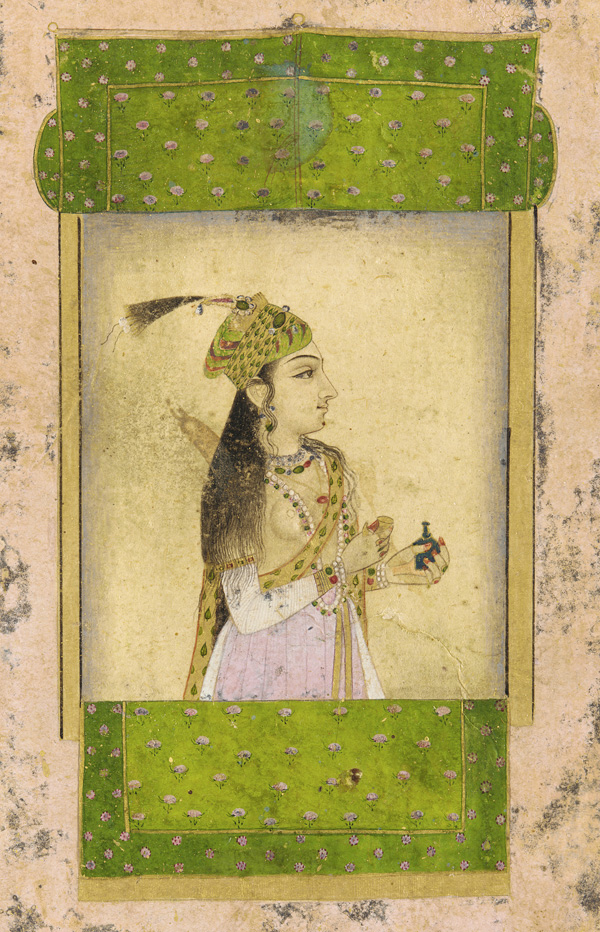
Badshah Begum, Malika-uz-Zamani - Hoàng thái hậu của Đế quốc Mughal, vợ của Hoàng đế Muhammad Shah
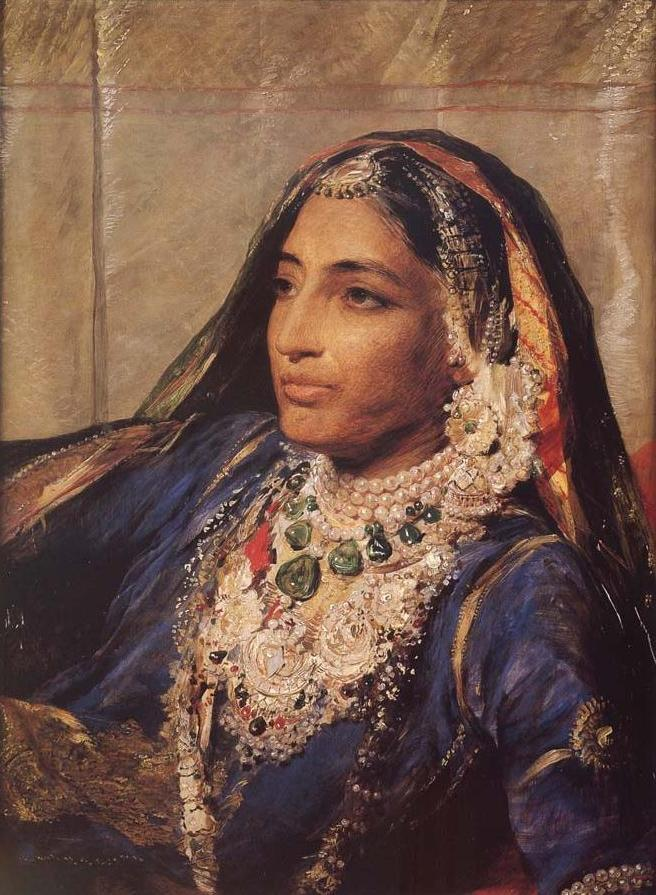
Jind Kaur, Maharani Sahiba - Hoàng thái hậu nhiếp chính của Đế quốc Sikh dưới thời Hoàng đế Duleep Singh
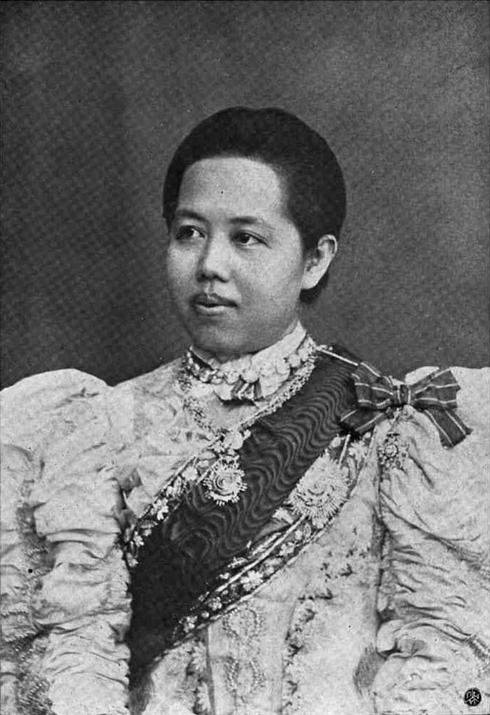
Saovabha Phongsri, Si Phatcharinthra - Vương thái hậu của Thái Lan, mẹ của Quốc vương Rama VI cùng Rama VII
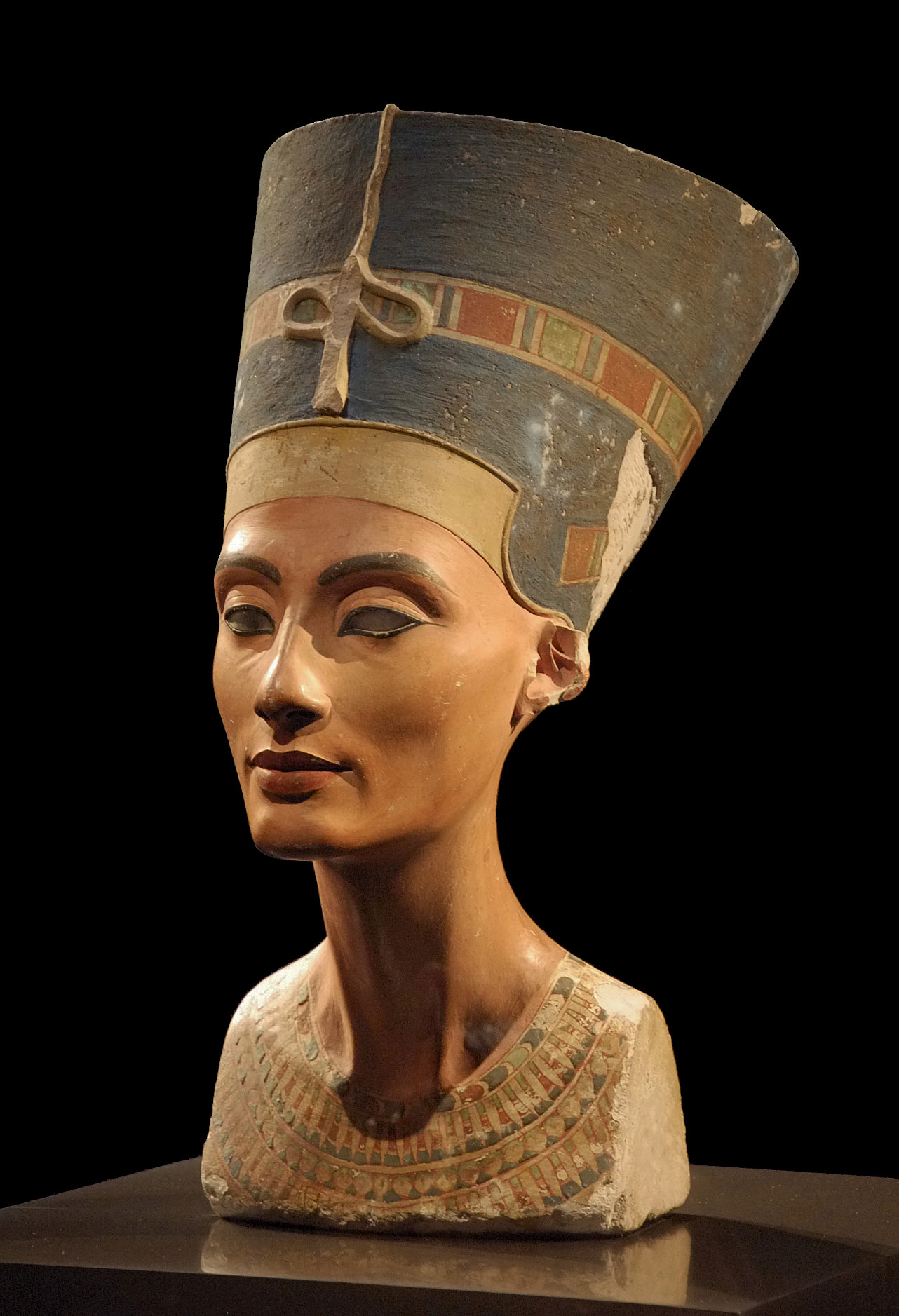
Nefertiti - vợ của Akhenaten, tạm nắm quyền trước thời Tutankhamun. Được nghi ngờ từng tự mình trở thành Pharaoh dưới cái tên Neferneferuaten
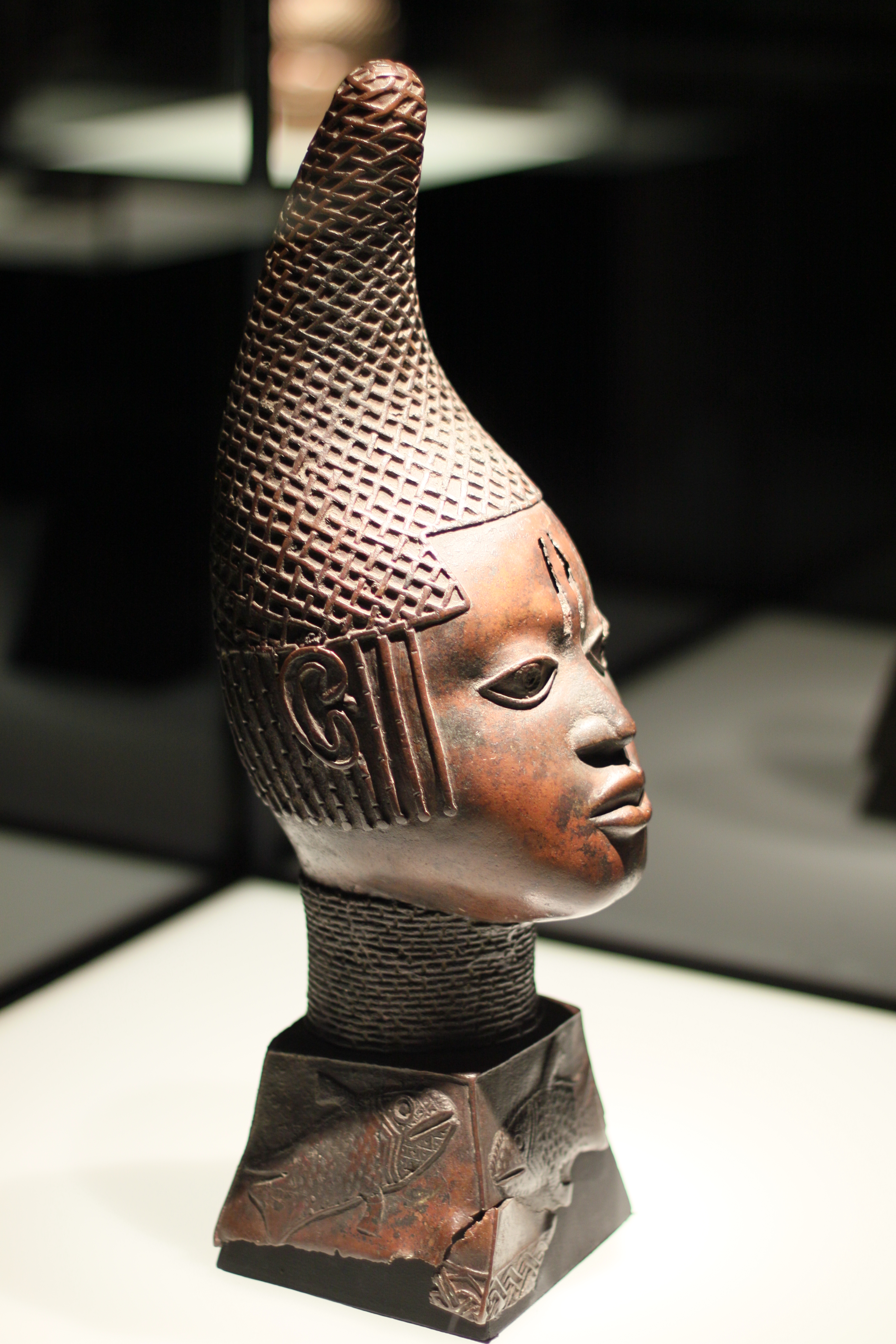
Idia - mẹ của Oba Esigie, Vua của Vương quốc Benin